# Juego de gran estrategia

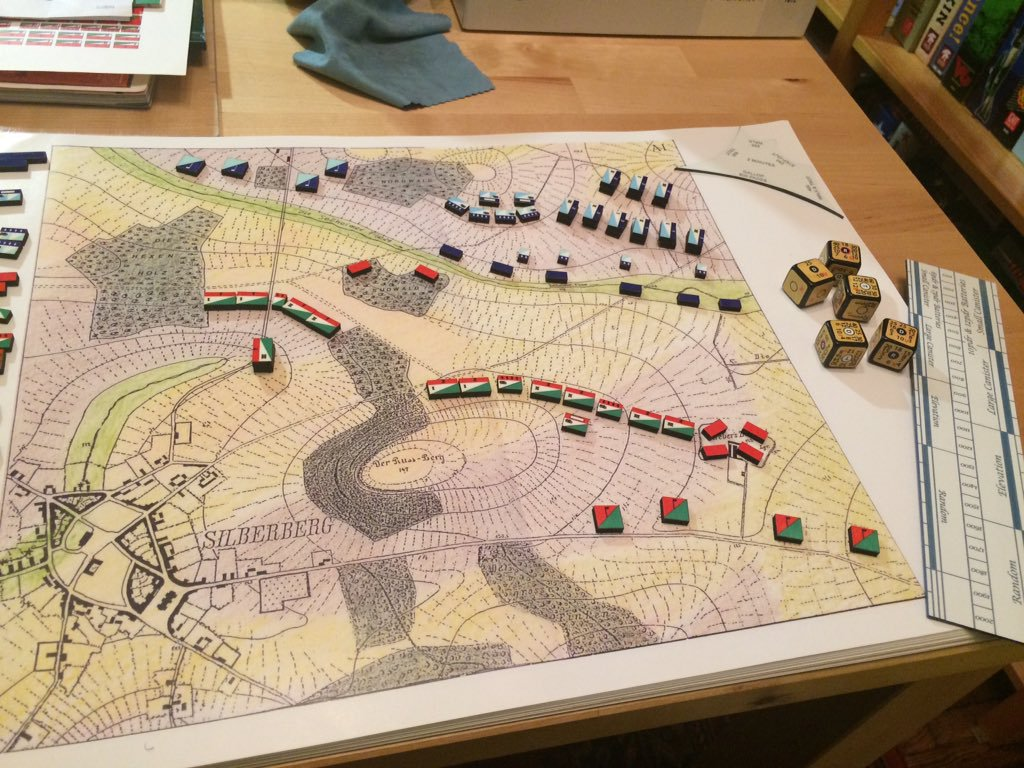
Reconstrucción de un juego de gran estrategia prusiano (Kriegsspiel) basado en un reglamento desarrollado por Georg Heinrich Rudolf Johann von Reiswitz en 1824.

Un juego de gran estrategia o juego de guerra de gran estrategia (GSG) es un juego de guerra que se centra en la gran estrategia: la estrategia militar a nivel de movimiento y uso de los recursos de un estado nación o imperio. El género tiene una superposición considerable con los juegos 4X, pero se diferencia en ser «asimétrico», lo que significa que los jugadores están más atados a una configuración específica y no entre facciones igualmente libres al explorar y progresar en el juego y en un mundo abierto.

## Alcance de los juegos
Los juegos de gran estrategia se pueden jugar en una computadora o como un juego de mesa. A menudo incluyen un mapa del mundo del juego, que puede abarcar desde un solo continente hasta el globo entero. Los jugadores normalmente controlan una nación o un imperio y toman decisiones que afectan su desarrollo, como construir infraestructura, reclutar y entrenar unidades militares y negociar con otros jugadores. El combate suele ser una parte importante del juego, pero normalmente está abstraído o simplificado en comparación con los juegos de guerra más tácticos.
Algunos ejemplos de juegos de mesa de gran estrategia incluyen Risk, Diplomacy y Axis & Allies. Estos juegos se centran en la guerra y la conquista, pero no incluyen representaciones detalladas de unidades militares o tácticas. Los juegos de gran estrategia más realistas, como Rise and Decline of the Third Reich y Empires in Arms, incluyen unidades militares y reglas de combate específicas. Los juegos de gran estrategia basados en computadora, como Hearts of Iron, Europa Universalis y Total War, a menudo tienen mecánicas más detalladas y sofisticadas y se pueden jugar en tiempo real o por turnos. Paradox Interactive es uno de los distribuidores de videojuegos más activos en el desarrollo de videojuegos de gran estrategia a través de su empresa subsidiaria Paradox Development Studio.

## Uso académico
Los juegos de gran estrategia tienen un potencial significativo en el ámbito educativo y en el análisis de temas internacionales, ya que ofrecen a los participantes la oportunidad de recrear situaciones del mundo real y de realizar elecciones estratégicas que influyen en el desenlace del juego. Además, estos juegos pueden ofrecer una comprensión más profunda de eventos históricos y de las intrincadas relaciones entre diferentes elementos políticos, económicos y militares. Varios de estos juegos se fundamentan en hechos históricos verídicos, lo que permite investigar escenarios alternativos y contrafactuales.